# Václav Neumann (fotbalista)
Václav Neumann (18. října 1915[nenalezeno v uvedeném zdroji] Divišov – ?), uváděný též jako Václav Neuman, byl český fotbalový útočník.

## Hráčská kariéra
V československé lize hrál za SK Židenice, aniž by skóroval.[nenalezeno v uvedeném zdroji] V nižších soutěžích nastupoval za SK Nusle, AFK Bohemia a kariéru uzavřel v Roudnici nad Labem (1949–1959).

### Prvoligová bilance
| Ročník          | Zápasy | Góly | Minuty | Klub                |
| --------------- | ------ | ---- | ------ | ------------------- |
| I. liga 1937/38 | 1      | 0    | 90     | SK Židenice[zdroj?] |
| I. liga 1939/40 | 1      | 0    | 90     | SK Židenice         |
| CELKEM I. LIGA  | 2      | 0    | 180    |                     |